# Minsener Oog
Minsener Oog (også kendt som Minser Oog eller Minsener Olde Oog) er en ubeboet østfrisisk ø, i kommunen Wangerooge i Landkreis Friesland. Øen er beskyttet af høfder og er dermed blevet forhøjet. Øen ligger cirka to kilometer sydøst for øen Wangerooge, som den er skilt fra gennem søgatten "Blaue Balje", og fire kilometer nord for fastlandet. Den nærmeste kommune og ferieby på fastlandet er Wangerland og Schillig. Grundejeren er Wasser- und Schifffahrtsamt Wilhelmshaven (WSA).
Øens navn er afledt af den på fastlandet beliggende landsby Minsen. Der findes et sagn, der påstår at Minsen tidligere skulle have ligget på øen Minsener Oog.

## Historie
Øen Minsener Oog opstod i begyndelsen af det 20. århundrede af sandbankeerne Minsener Oog, den 200 til 300 meter sydligere liggende Olde Oog og sandbanken Steenplate.
Fra 1906 anlagde "Marinebaudirektion Wilhelmshaven" på Olde Oog høfder og dæmninger for at forhindre en tilsanding af farvandet Jadestroms i Tyske Bugt. Derigennem kunne sejlrenden til Wilhelmshaven holdes fri fra vest til øst for drivende sand, som især var vigtig for den Kaiserliche Marine. På den oprindelige 7 km² store sandbanke Olde Oog opstod der et lille klitområde, og ligeledes på Minsener Oog. På grund af bygningen af de lange forbindelseshøfder blev sandet holdt tilbage, og der dannede sig en for-klit, som snart blev benyttet som rugeplads af havfuglene.
Oprindelig var der planlagt, at forbinde Wangerooge med Minsener Olde Oog, for at forhindre Wangerooges landtab. I 1930erne blev dette foretagende delvis genoptaget, men blev forhindret igen af krigssiuationen. Efter 2. verdenskrig var den britiske besættelsesmagt interesseret i at Jademundingen tilsandede, så Wilhelmshaven ikke mere kunne bruges som flådestation. Først blev Minsener Oogs hoved-dæmning sprængt, mens de andre planlagte sprængninger ikke blev gennemført.